# Кохат (Южная Осетия)
Кохат (осет. Къохат , груз. კოხათი, Кохати) — село в Закавказье, расположено в Цхинвальском районе Южной Осетии, фактически контролирующей село; согласно юрисдикции Грузии — в Горийском муниципалитете.

## География
Находится между осетинскими сёлами Сарабук к западу и Дменис к востоку в ущелье р.Малая Лиахва.

## Население
Основное население составляют осетины. По переписи 1989 года в селе жило 165 жителей, из которых 144 человека составили осетины (87 %). По переписи населения 2015 года — 104 человека.

## История
Во время военных действий 1990-92 гг. село было практически полностью сожжено, а население было временно эвакуировано, часть сельских жителей навсегда покинули селение, в военное время часть жителей погибло.В период южноосетинского конфликта село находилось в зоне контроля РЮО.
8 августа 2008 года село было подвергнуто обстрелу и затем занято грузинскими войсками, а 10 августа было ими покинуто. После войны в августе 2008 года село вновь перешло под контроль властей РЮО.

## Топографические карты
- Лист карты K-38-65 Ленингори. Масштаб: 1 : 100 000. Издание 1979 г.